# 莫赫索戈洛赫
莫赫索戈洛赫（羅馬化：Mokhsogollokh）是俄罗斯萨哈共和国的市级镇，属汉加拉斯区，位于勒拿河畔，在区行政中心波克罗夫斯克及共和国首府雅库茨克西南方向。
该地2021年人口有6,153人；2010年人口6,698；2002年人口7,181；1989年人口6,849。